# Samuel Henshall
Samuel Henshall est le créateur du tire-bouchon. Il dépose le premier brevet en 1795, après une collaboration avec Mathew Boulton, gros industriel de Birmingham